# Type 45 (obice)

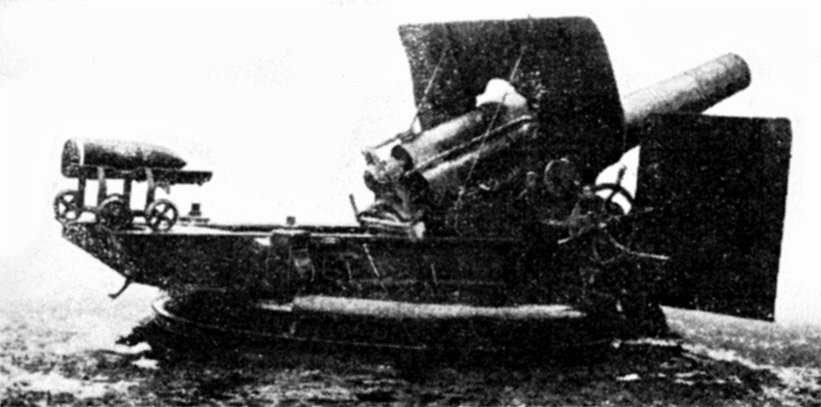
Type 45 in batteria. Visibile il carrello di caricamento.

L'obice da 240 mm Type 45 (四五式二十四糎榴弾砲?, Yongo-shiki Nijyūyon-senchi Ryūdanhō) era un obice pesante da assedio usato dall'Esercito imperiale giapponese dalla prima alla seconda guerra mondiale. Il nome era dovuto all'anno di adozione da parte dell'Esercito imperiale, il 45º di regno dell'imperatore Meiji, cioè il 1912. Fu la prima arma da assedio interamente progettata in Giappone.

## Storia

### Sviluppo e produzione
Il Type 45 fu sviluppato sulla base dell'esperienza acquisita durante la guerra russo-giapponese, che aveva dimostrato l'importanza di obici e mortai pesanti contro posizioni nemiche pesantemente fortificate, come durante l'assedio di Port Arthur, nel quale i giapponesi avevano utilizzato gli obici da 28 cm L/10 della Armstrong Whitworth. Il Type 45 fu la prima bocca da fuoco da assedio progettata e costruita interamente nel paese del Sol Levante ed entrò in servizio nel 1922.

### Impiego operativo
Il Type 45 fu utilizzato per la prima volta in combattimento nell'assedio di Tsingtao, durante la Grande Guerra, dove bombardò con successo le difese tedesche. La seconda guerra sino-giapponese offrì poche opportunità di usare il Type 45, in quanto i giapponesi raramente si trovarono di fronte fortificazioni che non potessero essere facilmente espugnate dai più leggeri pezzi campali. Tuttavia, all'inizio della seconda guerra mondiale i Type 45 vennero utilizzati nella battaglia di Hong Kong contro i trinceramenti britannici fronte terra. Il pezzo venne usato anche durante la campagna delle filippine, nella battaglia di Bataan ed in quella di Corregidor. Dai rapporti dell'US Army risulta che l'Esercito imperiale lanciò 1.047 colpi da 240 mm su Bataan e 2.915 su Corregidor. Nelle fasi finali della guerra i Type 45 vennero schierati anche nel Manchukuo per fronteggiare l'invasione della Manciuria da parte dell'Armata rossa.

## Tecnica
Il Type 45 era un'arma estremamente pesante, da circa 38 t in batteria. La messa in batteria richiedeva molto tempo e l'uso di una gru per sollevare la pesante bocca da fuoco sulla piattaforma di tiro. Il cannone era usato normalmente in postazioni statiche, come arma da assedio o da difesa. Per il trasporto l'obice veniva scomposto in nelle varie componenti, che venivano caricate su più di 10 autocarri.
Il pezzo lanciava una granata da 181 kg ad una velocità alla volata di 400 m/s, ad una distanza di oltre 10 km. Per il caricamento la canna, dotata di otturatore a vite interrotta, doveva essere riportata in posizione orizzontale. La calcata era manuale, con l'ausilio di un carrello portamunizioni.